# Lotnisko Szczecin-Dąbie
Lotnisko Szczecin-Dąbie (kod ICAO: EPSD) – trawiaste lotnisko sportowe Aeroklubu Szczecińskiego.
Lotnisko usytuowane jest w prawobrzeżnej części Szczecina – Dąbiu przy ul. Przestrzennej 10, opodal jeziora Dąbie.

## Historia
Lotnisko zostało zbudowane przez Niemców w latach 20. W okresie przedwojennym wchodziło ono w skład sieci lotnisk komunikacyjnych Rzeszy Niemieckiej. Odbywały się stąd regularne loty komunikacyjne, także międzynarodowe. Ponieważ w tym okresie stawiano na rozwój wodnosamolotów, lotnisko ulokowane zostało nad jeziorem Dąbie, kilka kilometrów od centrum miasta.
Na terenie położonym bezpośrednio nad jeziorem stworzona została stacja do tankowania wodnosamolotów oraz obrotowa platforma. Zbudowano także system podziemnych zbiorników paliwa. Ponieważ lotnisko położone jest na terenie podmokłym, utworzono zaawansowany system odwadniający złożony z drenów oraz pomp elektrycznych do usuwania wody z płyty lotniska.
W skład infrastruktury lotniska wchodzą także trzy hangary żelbetowe z przesuwanymi drzwiami.
Do centralnie położonego hangaru przylegają budynki administracyjno-szkoleniowe oraz wieża obserwacyjna. W latach wojny budynki lotniska zostały pomalowane w plamy maskujące, które przetrwały do dziś.
Po drugiej wojnie światowej lotnisko zostało przejęte przez władze polskie. Lotnisko, zanim uzyskało charakter wyłącznie rekreacyjno-sportowy, było współużytkowane jako komunikacyjne przez PLL LOT. Taka sytuacja trwała do lat 60., kiedy to ze względu na wzrost wielkości samolotów pasażerskich utworzony został międzynarodowy port lotniczy Szczecin-Goleniów. Od grudnia 1958 na lotnisku stacjonowała Samodzielna Eskadra Lotnictwa Rozpoznawczego WOP (SELR-WOP) początkowo wyposażona w jeden samolot, a w roku 1960 składała się z czterech kluczy samolotów An-2 i jego morskiej wersji An-2M, przeznaczonych do ochrony granicy morskiej.  W roku 1963 dokonano w eskadrze niewielkiej reorganizacji. Powstały wówczas dwa nowo utworzone klucze dalekiego wsparcia, wyposażone w samoloty Lim-2 i An-2 oraz jeden klucz bliskiego rozpoznania, złożony z samolotów Jak-12, który przeniesiono na lotnisko Gdańsk-Wrzeszcz.
Problemy lotniska rozpoczęły się w latach 80., kiedy to ówczesne władze PRL zadecydowały o organizacji międzynarodowego zlotu młodzieży socjalistycznej. Na płycie lotniska zorganizowano obozowisko dla kilkunastu tysięcy osób. Prace inżynierskie z tym związane zniszczyły drenaż płyty lotniska. Od tego czasu rozpoczęły się coroczne problemy z wodą stojącą na pasach startowych. Reszty dopełniła budowa nowego mostu łączącego prawo- i lewobrzeżną część Szczecina.